# Alcyonium palmatum
Alcyonium palmatum är en korallart som beskrevs av Peter Simon Pallas 1766. Alcyonium palmatum ingår i släktet Alcyonium och familjen läderkoraller. Inga underarter finns listade i Catalogue of Life.

## Bildgalleri

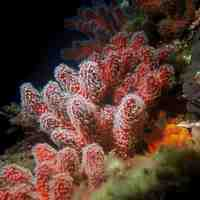